# Carl Rackemann
Carl Gray Rackemann (ur. 3 czerwca 1960 w Wondai, Queensland) – australijski krykiecista, który specjalizował się w grze jako fast bowler. W latach 1979–1996 wystąpił w 12 meczach testowych, 52 meczach jednodniowych i 167 meczach pierwszej klasy.
Jako odbijający był słabym zawodnikiem (najlepszy wynik w karierze: piętnaście runów), ale jako rzucający był rekordzistą Queensland Bulls pod względem liczby zdobytych wicketów – uzyskał ich 425, a rekord ten pobity został dopiero niedawno przez Michaela Kasprowicza.
Po zakończeniu kariery zawodniczej przez dwa lata był selekcjonerem reprezentacji Zimbabwe. Obecnie poświęca się uprawie roli w Queensland.